# アニエスカ・ホランド
アニエスカ・ホランド（Agnieszka Holland, 1948年11月28日 - ）は、ポーランド・ワルシャワ出身の映画監督、脚本家である。
日本語による表記は、ポーランド語での発音に基づきアグニェシュカ・ホラントなどとされることがある。

## 略歴
ワルシャワで生まれる。父ヘンリク・ホラントはユダヤ教系ポーランド人、母イレーナ（旧姓リプチンスカ）はキリスト教系ポーランド人。父の両親は第二次世界大戦中にナチス・ドイツがワルシャワのユダヤ系の人々が多く住む住宅街に設置したワルシャワ・ゲットーで亡くなった。母は敬虔なローマ・カトリック教徒で、第二次世界大戦中はナチス・ドイツに対するポーランド国民抵抗組織の「ポーランド地下国家」（Polskie Państwo Podziemne）に属し1944年のワルシャワ蜂起において最前線で戦った。アニエスカ本人は特に宗教教育を受けずに育った。
プラハで映画製作を学び、助監督としてそのキャリアをスタートさせた。1970年代から1980年代初頭にかけては、アンジェイ・ワイダの運営する映画ユニット「X」に所属し、ワイダ作品の脚本も手がけている。
1970年代後半から映画監督としてデビューを果たし、当時ポーランド映画界を席巻した「道徳的不安の映画」運動の新進若手監督として活躍。1980年には『田舎俳優』がカンヌ国際映画祭批評家週間部門に出品され、国際映画批評家連盟賞を受賞するが、その翌年の戒厳令を期に西側諸国に移住する。
以後はフランス、ドイツ、アメリカ（ハリウッド）で映画監督として活躍。1986年には、第二次世界大戦中、あるユダヤ人女性をナチスの迫害から匿うドイツ人農夫を描いた『Bittere Ernte』がアカデミー外国語映画賞に、1991年の『僕を愛したふたつの国/ヨーロッパ ヨーロッパ』でアカデミー脚色賞に、そして2011年の『ソハの地下水道』が再びアカデミー外国語映画賞にノミネートされた。
現在でもアメリカ・ドイツ・ポーランドなど、世界中を舞台に活躍している。近年ではテレビシリーズの『ハウス・オブ・カード 野望の階段』の演出を手掛け、エミー賞にノミネートされた。

## 主な監督作品
- ワルシャワの悲劇　神父暗殺 To Kill A Priest (1988)
- 僕を愛したふたつの国/ヨーロッパ ヨーロッパ Europa Europa (1990)
- オリヴィエ オリヴィエ Olivier, Olivier (1992)
- 秘密の花園 The Secret Garden (1993)
- 太陽と月に背いて Total Eclipse (1995)
- パーフェクト・クライム/赤い風 Perfect Crims:Red Wind (1995)
- 奇蹟の詩 サード・ミラクル The Third Miracle (1999)
- 心臓を貫かれて Shot in the Heart (2001)
- 敬愛なるベートーヴェン Copying Beethoven (2006)
- バンディット Janosik. Prawdziwa Historia (2009)
- トレメ/ニューオーリンズのキセキ Treme (2010-2013) テレビドラマシリーズ　計4エピソードで監督
- ソハの地下水道 W ciemności (2011)
- ハウス・オブ・カード 野望の階段 House of Cards (2015) テレビドラマシリーズ　シーズン3、5
- 赤い闇 スターリンの冷たい大地で Mr. Jones (2019)

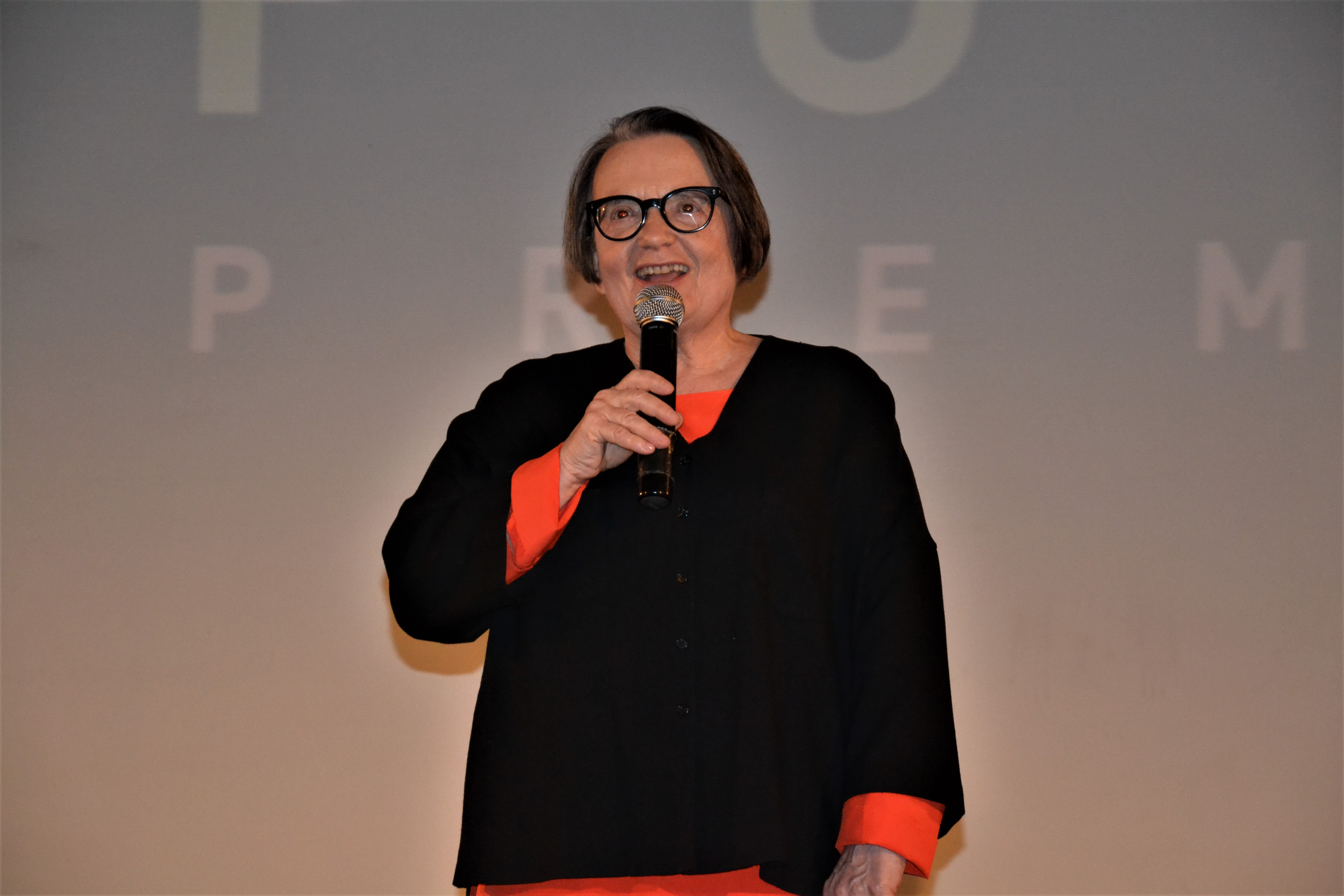
Agnieszka Holland

- 人間の境界 Green Border (2023)